# لینیاکتیا
لینیاکتیا (به لاتین: Liniyaketiya) یک منطقهٔ مسکونی در سری‌لانکا است که در استان مرکزی (سری‌لانکا) واقع شده‌است.